# Rosennäbbad amadin
Rosennäbbad amadin (Erythrura kleinschmidti) är en hotad fågelart i tättingfamiljen astrilder. Den förekommer enbart på en enda ö i önationen Fiji i Stilla havet.

## Utseende och läten
Rosennäbbad amadin är en 11 cm lång kraftig finkliknande fågel med proportionellt stor och glansigt skär näbb. Fjäderdräkten är olivgrön med svart ansikte och blått på hjässa och nacke och röd övergump. Liknande fijiamadinen är mindre, mer lysande grön och mycket mindre, vanligtvis mörk näbb. Lätena är dåligt kända annat än ett ljust "chee-chee" och ett klickande ljud.

## Ekologi
Exemplaren söker ensam, i par eller sällan i mindre grupper efter föda. Nykläckta ungar hittades under augusti/september samt januari/februari.

## Utbredning och status
Fågeln förekommer enbart i bergsskogar upp till 1000 meter över havet på ön Viti Levu i Fiji. Världspopulationen uppskattas till endast 2 500–10 000 vuxna individer. Den tros också minska i antal till följd av habitatförlust. Den är därför upptagen på internationella naturvårdsunionen IUCN:s röda lista över hotade arter, kategoriserad som sårbar (VU).

## Namn
Fågelns vetenskapliga artnamn hedrar Theodor Kleinschmidt (1834-1881), tysk upptäcktsresande och samlare av specimen i Stilla havet 1875-1881.